# Чернильный прибор

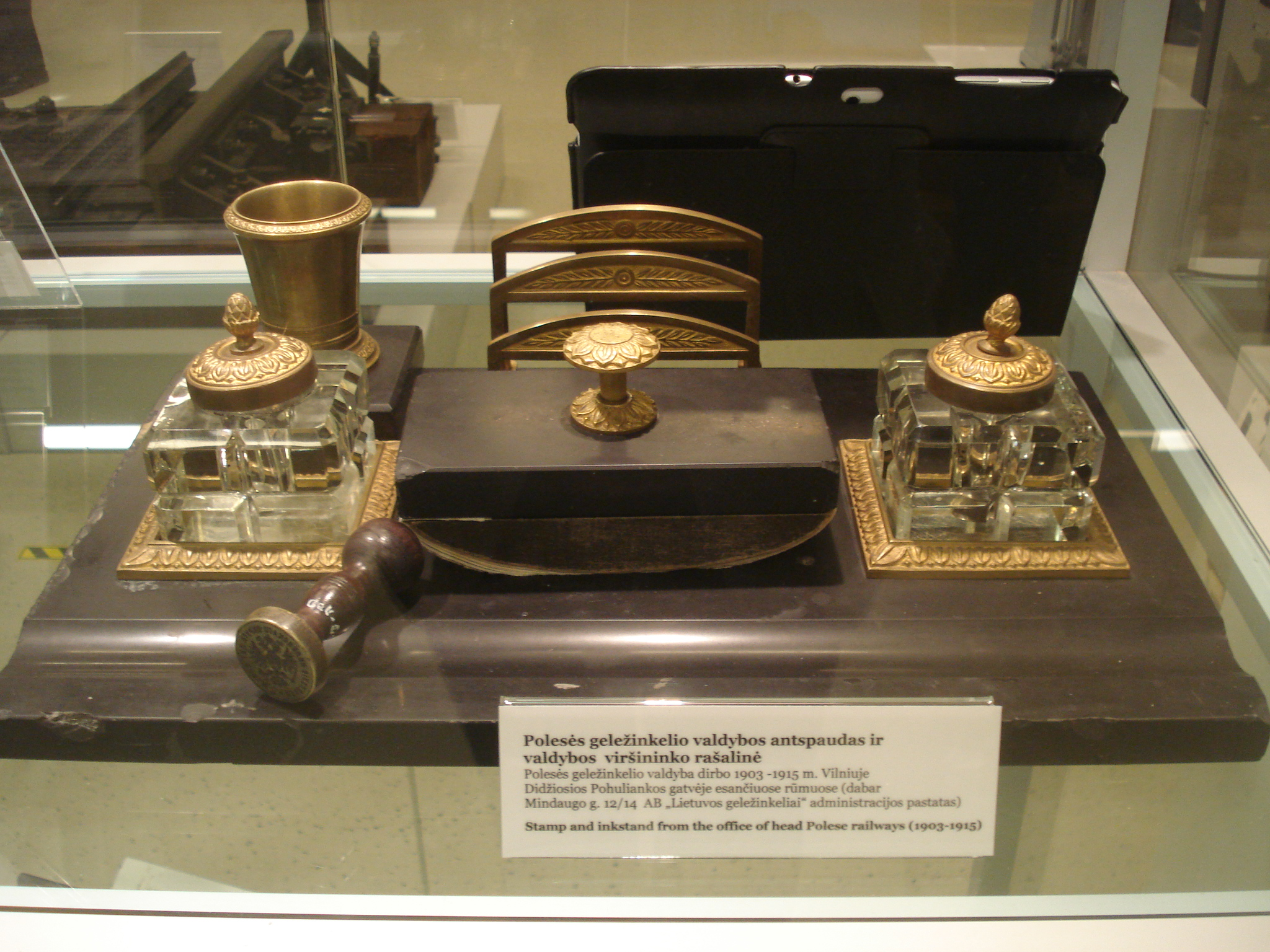
Чернильный прибор начальника Полесских железных дорог с двумя чернильницами, бокалом для ручек и пресс-бюваром посередине. Музей Литовских железных дорог. Вильнюс.

Чернильный прибор — настольный набор письменных принадлежностей (письменный прибор), оформленный в одном стиле из одинаковых материалов, обязательными элементами которого являлись плита-подставка и чернильница.
Помимо одного или двух флаконов чернильниц в чернильный набор могут входить: пресс-бювар, бокал для ручек и карандашей, бокал для перочистки, пепельница, спичечница, скрепница и лампа с абажуром. Чернильный прибор мог включать до 9 предметов.
Чернильные наборы производились из белого или серого монолитного мрамора и цветных и пёстрых мраморовидных известняков, дерева и пластика. При оформлении и монтировании неметаллических деталей применялся никелированный, воронёный или оксидированный металл. Основание чернильного набора, обычно прямоугольной формы, имело на поверхности желобок для ручек и гнёзда для чернильниц и нередко оформлялось скульптурными деталями: портретами писателей, политиков и учёных. Чернильницы обычно выполнялись из мрамора, стекла или металла. В Союзе ССР чернильные приборы выпускались также из пластмассы, оргстекла и дерева.